# Kunihiko Ueda
Kunihiko Ueda (romanización de 植田邦彦 (11 de diciembre de 1952 (72 años) es un botánico, y taxónomo japonés. Es curador y profesor de la Universidad de Kanasawa. Fue coautor de Flora de China, y de Japón. Publica habitualmente, entre otras, en Plant Systematics and Evolution.
Ha trabajado en la filogenia de helechos.
Obtuvo su M.Sc. por la Universidad de Osaka.

## Algunas publicaciones

### Libros
- kunihiko Ueda. 1997. Chromosomal Evolution of Angiosperms. Evolution and Diversification of Land Plants: 209-220 ISBN 978-4-431-65920-4 ISBN 978-4-431-65918-1

- La abreviatura «K.Ueda» se emplea para indicar a Kunihiko Ueda como autoridad en la descripción y clasificación científica de los vegetales.[5]